# Gymnosoma clavata
Gymnosoma clavata là một loài ruồi trong họ Tachinidae.